# Michal Rozsíval
Michal Rozsíval (* 3. září 1978 Vlašim) je bývalý český hokejový obránce. Do roku 2018 hrál v NHL za tým Chicago Blackhawks, se kterým získal v sezónách 2012/2013 a 2014/2015 Stanley Cup. Zde také kariéru ukončil.

## Hráčská kariéra

### Amatérská a juniorská kariéra
V 16 letech v roce 1994 přišel do Dukly Jihlava, kde hrál v juniorské extralize. O rok později hrál už mezi dospělými extraligu a nevedl si špatně, když nasbíral 7 bodů (3+4) v 36 zápasech. V roce 1996 se po draftu NHL rozhodl odejít do zámoří do juniorské ligy WHL. V týmu Swift Curent odehrál 2 sezony. Ve své druhé sezoně byl jmenován do 1. All-Star týmu Východní konference WHL a získal cenu Billa Huntera pro nejlepšího obránce WHL.
Ve vstupním draftu NHL 1996 byl draftován ve 4. kole na celkově 105. místě Pittsburgem Penguins.

### Profesionální kariéra
Mezi profesionály přešel v sezoně 1998-99, kterou celou strávil v AHL v Syracuse. Před sezonou 1999–2000 si vybojoval místo v sestavě Penguins a 1. října 1999 nastoupil v Dallasu ke svému prvnímu zápas v NHL. Za týden si připsal svůj první bod (za asistenci) v NHL proti Coloradu a poprvé se trefil v NHL 15. prosince 1999 na ledě Caroliny do branky Arturse Irbeho. Ve své první sezoně odehrál 75 zápasů a nasbíral 21 bodů (4+17), což z něj činilo 2. nejproduktivnějšího beka Penguins a 3. nejproduktivnějšího beka-nováčka v NHL.
Druhou sezonu zahájil opět v Pittsburghu, ale 28. prosince 2000 byl poslán na farmu do AHL, kde zůstal do konce sezony. V playoff AHL pomohl svému týmu 22 body (3+19) v 21 zápasech až do finále Calder Cupu, ale St. John Flames byli lepší. Byl 3. nejproduktivnější hráč playoff AHL a 2. nejproduktivnější obránce. Sezoně 2001-02 již opět strávil celou v Pittsburghu a byl nejproduktivnějším obráncem týmu s 29 body (9+20) v 79 zápasech.
V sezoně 2002-03 vinou různých zranění odehrál jen 53 zápasů a nabíral 10 bodů (4+6). V přípravném kempu před sezonou 2003-04 si poranil koleno a musel vynechat celou sezonu. Odehrál pouze 1 zápas za Wilkes-Barre v AHL, kam byl v prosinci poslán na rozehrání, ale v tomto zápase si zranění obnovil a do konce sezony zůstal mimo hru.
Během výluky 2004-05 hrál v české extralize nejdříve za Třinec a od ledna za Pardubice, se kterými získal v playoff mistrovský titul.
Po skončení výluky s ním Pittsburgh nadále nepočítal a tak jako volný hráč podepsal dne 29. srpna 2005 roční smlouvu s New York Rangers. V sezoně byl s 30 body (5+25) nejproduktivnějším obráncem Rangers a poprvé v kariéře odehrál všech 82 zápasů základní části. Společně s obráncem Reddenem z Ottawy byli nejlepší v NHL v +/- statistice s +35 body a podělili se o NHL Plus/Minus Award.
Před sezonou 2006-07 prodloužil s Rangers smlouvu o 2 roky a zažil nejlepší sezonu ve své kariéře. Vytvořil si osobní maxima v počtu asistencí (30) a bodů (40) v 80 zápasech. Byl nejlepší mezi obránci týmu v gólech, asistencích, bodech, gólech v přesilovce a počtu střel.
V sezoně 2007-08 byl potřetí v řadě nejproduktivnějším obráncem týmu s 38 body a vedl obránce i v gólech, ve kterých si vytvořil svoje osobní maximum (13), asistencích (25) a přesilovkových gólech. V gólech byl mezi obránci NHL na 7. místě. Po sezoně se stal nechráněným volným hráčem, ale hned 1. července 2008 podepsal čtyřletou smlouvu opět s Rangers za 20 milionů dolarů.
V sezoně 2008-09 byl počtvrté v řadě nejproduktivnějším obráncem týmu s 30 body (8+22) v 76 zápasech. Dosáhl na milník 500 zápasů v NHL a to 17. listopadu 2008 proti Ottawě.
V sezoně 2009-10 podruhé v kariéře odehrál všech 82 zápasů základní části a nasbíral 23 bodů (3+20).
Sezonu 2010-11 zahájil v New Yorku, ale dokončil ji ve Phoenixu, kam ho Rangers 10. ledna 2011 vyměnili za Wojteka Wolskiho. Za oba celky dohromady odehrál 65 zápasů (zbylé musel vynechat kvůli různým zraněním) a nasbíral 21 bodů (6+15).
Hned v úvodním zápase 2011-12 sezony utrpěl zranění hlavy (nejspíše otřes mozku) a 2 měsíce byl mimo hru. Celkem v sezoně odehrál 54 zápasů a nasbíral 13 bodů (1+12). V playoff sice nebodoval, ale podílel se na postupu Phoenixu až do finále Západní konference, kam se dostal tento tým poprvé v historii. Tam ale nestačil na pozdější vítěze Stanley Cupu z Los Angeles.
Dne 11. září 2012, tedy 4 dny před zahájením výluky v NHL, se dohodl na roční smlouvě s Blackhawks. Během výluky měl původně nastoupit za později mistrovskou Plzeň, ale ze zdravotních důvodů k tomu nakonec nedošlo. Základní část NHL dokončil s 12 body (0+12) v 27 zápasech a společně se spoluhráči se mohl radovat z Presidents' Trophy pro nejlepší klub základní části NHL, kterou Blackhawks získali podruhé v historii. V playoff odehrál všech 23 utkání, ve kterých nasbíral 4 asistence (jedna z nich přišla v 1. utkání finálové série ve 3. prodloužení, když jeho střelu od modré tečovali Bolland a Shaw a společně se tak podíleli na důležitém prvním vítězství nad Bostonem). Nakonec se tedy mohl Rozsíval radovat ze svého prvního Stanley Cupu.
Po sezoně se stal nechráněným volným hráčem, ale hned v den otevření trhu s volnými hráči, 5. července 2013, se rozhodl prodloužit smlouvu s Blackhawks o 2 roky s cap hitem 2,2 milionu dolarů. V základní části sezony 2013-2014 pak odehrál 42 zápasů, ve kterých nasbíral 8 bodů (1+7). Zápas 3. prosince 2013 proti Dallasu byl jeho 800. utkáním v NHL. V playoff nastoupil do 17 z 19 zápasů Blackhawks a při cestě Blackhawks do finále konference nasbíral 6 bodů (1+5).
V sezoně 2014-15 nastoupil k 65 zápasům, ve kterých nasbíral 13 bodů (1+12) a k nim přidal 22 trestných minut. Zápas 9. ledna 2015 v Edmontonu byl jeho 100. v dresu Blackhawks. V playoff nastoupil k 10 utkáním, protože o zbytek playoff ho připravila zlomenina levého kotníku ze 4. zápasu 2. kola proti Minnesotě. Blackhawks pak při v cestě za Stanley Cupem většinu času nasazovali do hry pouze 4 obránce.
Před sezonou 2015-16 byl pozván na zkoušku do přípravného kempu Blackhawks, protože jeho předchozí smlouva vypršela. I když ještě neměl doléčenou zlomeninu z playoff, podepsal 19. září 2015 roční smlouvu s platem 600 tisíc dolarů. Poprvé v sezoně nastoupil až 14. listopadu a do konce základní části odehrál celkem 51 utkání, ve který si připsal 13 bodů (1+12). V Ottawě 3. prosince 2015 nastoupil ke svému 900. zápasu v NHL a proti Detroitu 6. března 2016 zaznamenal 300. bod v NHL. V playoff nastoupil do 4 utkání, ve kterých nebodoval. Ještě než se stal nechráněným volným hráčem, prodloužil 30. června 2016 o rok smlouvu s Blackhawks.
Většinu sezony 2016-17 strávil na tribuně jako zdravý náhradník. Kromě toho měl i zdravotní problémy, takže celkem odehrál jen 22 utkání se 3 body (1+2). Svůj 200. zápas v dresu Blackhawks oslavil 23. února 2017 proti Arizoně gólem. Krátce na to, 28. února 2017, prodloužil o další rok smlouvu s Blackhawks. Toto prodloužení bylo ze strany Blackhawks především taktické s ohledem na blížící se rozšiřovací draft. Kvůli zranění v obličeji pak nenastoupil ani v jednom zápase playoff.
Při nástupu do přípravného kempu před sezonou 2017-18 neprošel přes fyzické testy z důvodu otřesu mozku (následky zranění z konce předchozí sezony) a byl zapsán na listinu dlouhodobě zraněných, kde zůstal celou sezonu. V roce 2018 již zůstal bez angažmá.

## Ocenění a úspěchy
- 1998 CHL - Druhý All-Star Tým
- 1998 WHL - První All-Star Tým (Východ)
- 1998 WHL - Bill Hunter Memorial Trophy
- 2001 AHL - Nejlepší nahrávač v playoff
- 2001 AHL - Nejlepší nahrávač v playoff mezi obránci
- 2006 NHL - Plus/Minus Award
- 2010 MS - Top tří nejlepších hráčů v týmu

## Prvenství
- Debut v NHL - 1. října 1999 (Dallas Stars proti Pittsburgh Penguins)
- První asistence v NHL - 8. října 1999 (Pittsburgh Penguins proti Colorado Avalanche)
- První gól v NHL - 15. prosince 1999 (Carolina Hurricanes proti Pittsburgh Penguins, brankáři Artūrs Irbe)

## Klubové statistiky
| Sezóna       | Klub                           | Soutěž       |     | Základní část | Základní část | Základní část | Základní část | Základní část |   | Play off | Play off | Play off | Play off | Play off |
| Sezóna       | Klub                           | Soutěž       | Z   | G             | A             | B             | TM            | Z             | G | A        | B        | TM       |          |          |
| 1994–95      | HC Dukla Jihlava               | ČHL-18       | 31  | 8             | 13            | 21            | —             | —             | — | —        | —        | —        |          |          |
| 1995–96      | HC Dukla Jihlava               | ČHL          | 36  | 3             | 4             | 7             | —             | —             | — | —        | —        | —        |          |          |
| 1996–97      | Swift Current Broncos          | WHL          | 63  | 8             | 31            | 39            | 80            | 10            | 0 | 6        | 6        | 15       |          |          |
| 1997–98      | Swift Current Broncos          | WHL          | 71  | 14            | 55            | 69            | 122           | 12            | 0 | 5        | 5        | 33       |          |          |
| 1998–99      | Syracuse Crunch                | AHL          | 49  | 3             | 22            | 25            | 72            | —             | — | —        | —        | —        |          |          |
| 1999–00      | Pittsburgh Penguins            | NHL          | 75  | 4             | 17            | 21            | 48            | 2             | 0 | 0        | 0        | 4        |          |          |
| 2000–01      | Pittsburgh Penguins            | NHL          | 30  | 1             | 4             | 5             | 26            | —             | — | —        | —        | —        |          |          |
| 2000–01      | Wilkes-Barre/Scranton Penguins | AHL          | 29  | 8             | 8             | 16            | 32            | 21            | 3 | 19       | 22       | 23       |          |          |
| 2001–02      | Pittsburgh Penguins            | NHL          | 79  | 9             | 20            | 29            | 47            | —             | — | —        | —        | —        |          |          |
| 2002–03      | Pittsburgh Penguins            | NHL          | 53  | 4             | 6             | 10            | 40            | —             | — | —        | —        | —        |          |          |
| 2003–04      | Wilkes-Barre/Scranton Penguins | AHL          | 1   | 0             | 0             | 0             | 2             | —             | — | —        | —        | —        |          |          |
| 2004–05      | HC Oceláři Třinec              | ČHL          | 35  | 1             | 10            | 11            | 40            | —             | — | —        | —        | —        |          |          |
| 2004–05      | HC Moeller Pardubice           | ČHL          | 16  | 1             | 3             | 4             | 30            | 16            | 1 | 2        | 3        | 34       |          |          |
| 2005–06      | New York Rangers               | NHL          | 82  | 5             | 25            | 30            | 90            | 4             | 0 | 1        | 1        | 8        |          |          |
| 2006–07      | New York Rangers               | NHL          | 80  | 10            | 30            | 40            | 52            | 10            | 3 | 4        | 7        | 10       |          |          |
| 2007–08      | New York Rangers               | NHL          | 80  | 13            | 25            | 38            | 80            | 10            | 1 | 5        | 6        | 10       |          |          |
| 2008–09      | New York Rangers               | NHL          | 76  | 8             | 22            | 30            | 52            | 7             | 0 | 0        | 0        | 4        |          |          |
| 2009–10      | New York Rangers               | NHL          | 82  | 3             | 20            | 23            | 78            | —             | — | —        | —        | —        |          |          |
| 2010–11      | New York Rangers               | NHL          | 32  | 3             | 12            | 15            | 22            | —             | — | —        | —        | —        |          |          |
| 2010–11      | Phoenix Coyotes                | NHL          | 33  | 3             | 3             | 6             | 20            | 4             | 0 | 0        | 0        | 2        |          |          |
| 2011–12      | Phoenix Coyotes                | NHL          | 54  | 1             | 12            | 13            | 34            | 15            | 0 | 0        | 0        | 2        |          |          |
| 2012–13      | Chicago Blackhawks             | NHL          | 27  | 0             | 12            | 12            | 14            | 23            | 0 | 4        | 4        | 16       |          |          |
| 2013–14      | Chicago Blackhawks             | NHL          | 42  | 1             | 7             | 8             | 32            | 17            | 1 | 5        | 6        | 8        |          |          |
| 2014–15      | Chicago Blackhawks             | NHL          | 65  | 1             | 12            | 13            | 22            | 10            | 0 | 1        | 1        | 6        |          |          |
| 2015–16      | Chicago Blackhawks             | NHL          | 51  | 1             | 12            | 13            | 33            | 4             | 0 | 0        | 0        | 2        |          |          |
| 2016–17      | Chicago Blackhawks             | NHL          | 22  | 1             | 2             | 3             | 14            | —             | — | —        | —        | —        |          |          |
| 2017–18      | Chicago Blackhawks             | NHL          | —   | —             | —             | —             | —             | —             | — | —        | —        | —        |          |          |
| Celkem v NHL | Celkem v NHL                   | Celkem v NHL | 963 | 68            | 241           | 309           | 706           | 106           | 5 | 20       | 25       | 72       |          |          |

## Reprezentace
V roce 2010, kdy Rangers nepostoupili do playoff, přijel na MS do Německa a 2 asistencemi v 9 zápasech pomohl k zisku zlatých medailí. Byl nejvytěžovanějším hráčem české reprezentace a na závěr byl vyhlášen mezi 3 nejlepšími hráči týmu. Na ZOH 2014 odehrál za českou reprezentaci 4 zápasy a na pátý byl připraven na střídačce, ale do hry vůbec nezasáhl. Nezískal ani bod a připsal si -5 +/- bodů a Češi vypadli ve čtvrtfinále s USA.
| Rok                       | Tým                       | Soutěž                    | Z  | G | A | B | TM |
| ------------------------- | ------------------------- | ------------------------- | -- | - | - | - | -- |
| 1996                      | Česko 18                  | MEJ                       | 5  | 0 | 1 | 1 | 10 |
| 2008                      | Česko                     | MS                        | 4  | 0 | 0 | 0 | 0  |
| 2010                      | Česko                     | MS                        | 9  | 0 | 2 | 2 | 4  |
| 2014                      | Česko                     | ZOH                       | 5  | 0 | 0 | 0 | 0  |
| Seniorská kariéra celkově | Seniorská kariéra celkově | Seniorská kariéra celkově | 18 | 0 | 2 | 2 | 4  |